# 贝卢
贝卢（法語：Bellou，法語發音：[bɛlu] ⓘ）是法国卡尔瓦多斯省的一个旧市镇，属于利雪区。2016年，贝卢与临近的21个市镇合并为新市镇利瓦罗派多日。

## 地理
贝卢（48°58'56"N, 0°13'41"E）面积7.39 平方千米，位于法国诺曼底大区卡爾瓦多斯省，该省份为法国西北部沿海省份，北濒大西洋英吉利海峡，东北与滨海塞纳省以海上边界相接，东临厄尔省，南至奧恩省，西与芒什省接壤。
与贝卢接壤的市镇（或旧市镇、城区）包括：利索尔、莱穆捷于贝尔、库尔松圣母村、圣玛格丽特德洛日、圣旺勒乌。

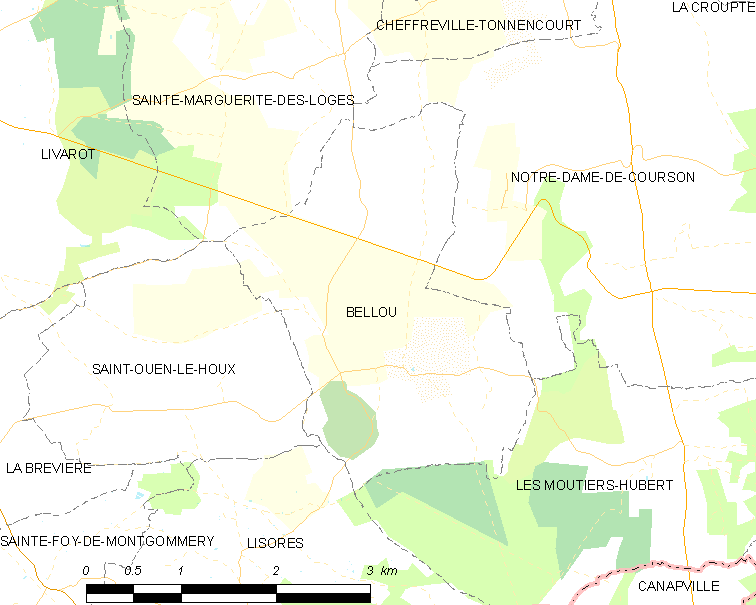
贝卢的OSM定位图

贝卢的时区为UTC+01:00、UTC+02:00（夏令时）。

## 行政
贝卢的邮政编码为14140，INSEE市镇编码为14058。

## 政治
贝卢所属的省级选区为利瓦罗派多日县。

## 人口

1962-2008年间贝卢人口变化图示

贝卢于2018年1月1日时的人口数量为135人。